# Gino Munaron
Gino Munaron (2 de abril de 1928 – 22 de novembro de 2009) foi um automobilista italiano que participou dos Grandes Prêmios: Argentina, França, Inglaterra e Itália de 1960 de Fórmula 1.